# Annie Mumolo
Annie Mumolo est une actrice et scénariste américaine née le 10 juillet 1973 à Irvine, Californie (États-Unis).

## Biographie
Amie de longue date de l'actrice, scénariste et productrice Kristen Wiig, rencontrée au sein de l'improvisation théâtrale comique The Groundlings, elle a coécrit avec cette dernière le scénario du film Mes meilleures amies, qui a rencontré un succès critique, mais également un triomphe public surprise.

## Filmographie

### Comme actrice

#### Cinéma
- 2003 : Melvin Goes to Dinner, de Bob Odenkirk : figurante
- 2005 : Ma sorcière bien-aimée (Bewitched), de Nora Ephron : une cliente de Bed, Bath and Beyond
- 2006 : Cook-Off!, de Guy Shalem : Moonlight Girl
- 2006 : Boom Man, court-métrage de Steven Wright : Maria
- 2011 : Mes meilleures amies (Bridesmaids), de Paul Feig : la femme nerveuse dans l'avion
- 2011 : Shock Therapy TV, de Steven Wright
- 2012 : 40 ans : Mode d'emploi (This Is 40), de Judd Apatow
- 2016 : The Boss de Ben Falcone : Helen
- 2016 : Bad Moms de Jon Lucas et Scott Moore : Vicky
- 2022 : Avoue, Fletch (Confess, Fletch) de Greg Mottola
- 2023 : Murder Mystery 2 de Jeremy Garelick : Madame Silverfox

#### Télévision
- 2014-2015 : About a Boy : Laurie
- 2015 : Transparent : Poppy
- 2016 : Lady Dynamite : Jill Kwatney-Adelman
- 2024 : L'Idée d'être avec toi de Michael Showalter : Tracy

### Comme scénariste
- 2011 : Mes meilleures amies (Bridesmaids) de Paul Feig (co-écrit avec Kristen Wiig)
- 2015 : Joy de David O. Russell (auteur de l'histoire originale avec David O. Russell)

## Voix francophones
En France, Annie Mumolo n'a pas de voix régulière. L'actrice est doublée à deux reprises par Chantal Baroin dans About a Boy et Bad Moms et, à titre exceptionnel, par plusieurs comédiennes telles que Brigitte Aubry dans The Boss, Annabelle Roux dans Angie Tribeca, Amandine Vincent dans Barb and Star Go to Vista Del Mar, Delphine Saley dans Avoue, Fletch, Nina Broniszewski-Madre dans Murder Mystery 2, Nayéli Forest dans Miracle Workers, Anne Mathot dans Joy Ride et Sandra Vandroux dans L'Idée d'être avec toi.
Au Québec, elle est doublée par Mélanie Laberge dans 40 ans : Mode d'emploi.